# PSS (pistola)
A PSS ou MSS "Vul" ("Вул") é o último sistema de armas concluído resultante do desenvolvimento soviético de pistolas silenciadas operando em um sistema de cartucho selado. Dois projetos anteriores foram considerados inaceitáveis para uso devido à sua limitação a dois tiros. Os sistemas anteriores incluíam as pistolas de cano duplo MSP Groza e SP-4M. Desenvolvida por volta de 1980 para magnicídios e reconhecimento, a PSS foi emitida pela primeira vez para a Spetsnaz em 1983. Ela está em produção na fundição de armas especiais em TsNIITochMash. As pistolas PSS ainda estão em uso por algumas unidades da FSB e MVD.
A PSS original foi sucedida pela PSS-2 em 2011, usando o cartucho silencioso mais poderoso 7,62×43 mm SP-16.

## Propósito
A PSS foi desenvolvida para dar às forças especiais soviéticas e à polícia secreta uma opção quase completamente silenciada para operações secretas, como reconhecimento e magnicídios. A arma usa um cartucho especial com um pistão interno para atingir esse objetivo. Caso contrário, é uma pistola de ação dupla bastante simples. Poucos detalhes são conhecidos sobre o desempenho da pistola, pois apenas algumas chegaram às mãos ocidentais. Foi medida para produzir um nível sonoro de 122 dB.

## Operação

Como funciona a ação da PSS

A PSS usa um cartucho SP-4 (СП-4) de 7,62×41 mm especialmente desenvolvido, também usado pelo revólver silencioso OTs-38 Stechkin. O cartucho contém uma carga propulsora que aciona um pistão interno em contato com a base da bala. Ao disparar, o pistão impulsiona a bala para fora do cano com energia suficiente para atingir um alcance efetivo de 25 metros. No final de seu curso, o pistão sela o pescoço do cartucho, evitando que ruído, fumaça ou explosão escapem.
A PSS é operada por recuo. Ela tem uma corrediça projetada para operar silenciosamente, de acordo com o projeto da pistola para operação silenciosa. Em outros aspectos, a PSS geralmente segue convenções tradicionais, exceto pela haste guia da corrediça, que está localizada acima do cano e em vez de trilhos guia na estrutura da pistola.

## Variantes
A pistola silenciada PSS-2 foi desenvolvida na Rússia, com base na PSS original, mas com algumas características da pistola SR-1M e algumas melhorias. Ela dispara munição SP-16 silenciosa de 7,62×43 mm, mais potente que, mas incompatível com, o cartucho original de 7,62×41 mm. A PSS-2 foi adotada pela agência de segurança russa FSB em 2011.

## Operadores conhecidos
- Geórgia[6]
- Rússia